# باشگاه ورزشی مریدا
باشگاه ورزشی مریدا (انگلیسی: Mérida AD) یک باشگاه فوتبال مستقر در مریدا، اکسترمادورا، اسپانیا است که در حال حاضر در لیگ برتر فوتبال کشور، بالاترین سطح لیگ فوتبال در این کشور به فعالیت می‌پردازد. این باشگاه در سال ۲۰۱۳ تأسیس شده است.

## ورزشگاه خانگی
این باشگاه، بازی‌های خانگی خود را در ورزشگاه رومانو مستقر در مریدا انجام می‌دهد که به اندازه ۱۴۶۰۰ صندلی گنجایش پذیرش تماشاگر دارد.

## تاریخچه

### انجمن ورزشی مریدا
مریدا در دسته سوم، علیرغم اینکه داوطلبانه تصمیم به پیروی از قانون ورشکستگی گرفت، سه فصل قابل قبول را سپری کرد، دو فصل اول با تیمی که توسط آنتونیو هیگوئرو به عنوان رئیس و برناردو پلازا به عنوان مربی تشکیل شده بود، دو فصل، دو رتبه پنجم متوالی به دست آوردند. در فصل سوم، تیمی که با ترکیب ماریسا گیل به عنوان رئیس و دیگو کینترو به عنوان مربی تشکیل شده بود، به رتبه هشتم سقوط کرد. در این فصل، کینترو به عنوان مربی باقی ماند تا اینکه برناردو پلازا جایگزین او شد، در حالی که دانیل مارتین، از گروه آبتو، رئیس جدید باشگاه شد. مشکلات اقتصادی چند فصل اخیر انجمن ورزشی مریدا را رقم زد که هوادارانش عادت کرده بودند هر ساله مدعی اول سقوط باشند.
فصل ۲۰۱۳–۲۰۱۲ آخرین فصل در تاریخ انجمن ورزشی مریدا بود. مریدا ۵ بر ۱ مورالو را در مورخ روز یکشنبه ۱۹ مه ۲۰۱۳ شکست داد و به ۲۳ سال تاریخ این باشگاه پایان داد.

### باشگاه فوتبال مریدا
این باشگاه در ۱۹ فوریه ۲۰۱۳ تأسیس شد و شش روز بعد، در ثبت عمومی نهادهای ورزشی اکسترمادورا ثبت گردید. انجمن ورزشی مریدا در سال ۲۰۱۳ منحل شد و باشگاه ورزشی مریدا امتیاز حضور آن‌ها را در ترسرا دیویسیون خریداری کرد.
در ۳۰ مه ۲۰۱۵، این باشگاه با پیروزی در مقابل باشگاه ورزشی لاردو با نتیجه ۲–۱ در مجموع در پلی‌آف‌های صعود توانست به سگوندا دیویسیون بی صعود کند. در ۲۷ اوت همان سال، باشگاه ورزشی مریدا برای اولین بار در کوپا دل ری شرکت کرد و در دور اول با نتیجه ۰–۳ در خانه به باشگاه فوتبال پنیا اسپورت باخت.
در مسابقات کوپا دل ری فصل ۲۰۱۸–۲۰۱۷، این باشگاه به دور دوم جام راه یافت، در حالی که در این مرحله با نتیجه ۰–۲ به باشگاه فوتبال فوئنلابرادا باخت. در پایان فصل ۲۰۱۸–۲۰۱۷ با سقوط به سطح چهارم پس از شکست ۲–۲ (به دلیل گل‌های زده خارج از خانه) در جریان پلی‌آف‌های سقوط به باشگاه کورکسو به پایان رسید، اما این باشگاه یک سال بعد با پیروزی در ضربات پنالتی مقابل باشگاه ورزشی سوسیاموس به لیگ بازگشت.
پس از بازسازی ساختار لیگ در سال ۲۰۲۱، مریدا در سطح جدید چهارم سگوندا فدراسیون قرار گرفت. در فصل ۲۰۲۲–۲۰۲۱ سگوندا فدراسیون، آن‌ها در گروه خود به مقام دوم رسیدند و با پیروزی ۲–۰ در وقت اضافی مقابل باشگاه ورزشی ترول از طریق پلی‌آف به صعود دست یافتند.

### عملکرد کلی
باشگاه ورزشی مریدا در تاریخ خود (از سال ۲۰۱۳ تاکنون) عملکرد زیر را ثبت کرده است:
۳ فصل را در پریمرا فدراسیون گذرانده است.

۵ فصل را در سگوندا دیویسیون بی گذرانده است.

۱ فصل را در سگوندا فدراسیون گذرانده است.

۳ فصل را در ترسرا دیویسیون گذرانده است.

## افتخارات
باشگاه ورزشی مریدا، تا حالا سه بار موفق شده است در فصل‌های ۲۰۰۱–۲۰۰۰، ۲۰۱۰–۲۰۰۹ و ۲۰۱۸–۲۰۱۷ در رده ترسرا دیویسیون به مقام قهرمانی برسد.